# Rodolfo Dantas Bispo
Rodolfo Dantas Bispo (* 23. Oktober 1982 in São Paulo), genannt Rodolfo, ist ein ehemaliger brasilianischer Fußballspieler.

## Karriere

### Verein
Rodolfo begann seine Karriere 2002 bei Fluminense aus Rio de Janeiro. In den ersten Jahren seiner Karriere spielte er neben dem Stürmerstar der 90er Romario, der ihn unter seine Fittiche nahm und dem damals noch 19-jährigen geholfen hat sich im Profifußball zu etablieren. Bereits in seinem ersten Jahr als Profi, gewann der Defensivakteur mit Fluminense die Staatsmeisterschaft von Rio de Janeiro. 2004 wechselte der Verteidiger in die Ukraine zu Dynamo Kiew.

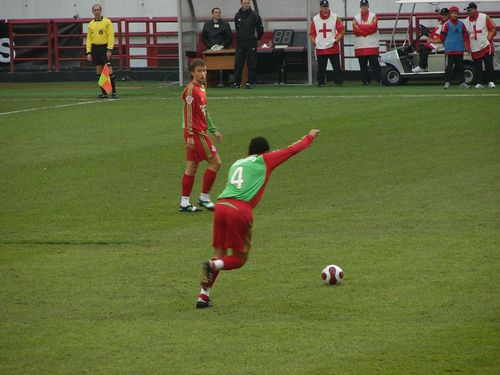
Rodolfo beim Freistoß

Dort wurde er 2004 und 2005 Pokalsieger mit Dynamo. In den gleichen Jahren konnte zudem der Ukrainische Supercup gewonnen werden. Nach drei Jahren in der Ukraine wechselte Rodolfo zur Lokomotive Moskau nach Russland. Dort entwickelte er sich schnell zu einem wichtigen Spieler der Mannschaft. Bereits im Mai 2007 gewann er mit seinem neuen Klub den nationalen Pokalwettbewerb. Die Folgesaison begann mit Verletzungen, doch er kämpfte sich zurück und wurde am Ende des Jahres in die Liste der Besten 33 Spieler der Saison gewählt. Im Frühjahr 2009 verlängerte der Abwehrspieler seinen Vertrag bis zum Ende der Saison 2013. Im gleichen Jahr übernahm er zudem die Spielführerbinde vom abgewanderten Dinijar Rinatowitsch Biljaletdinow. Bereits vor Vertragsende, Ende Januar 2011, wechselte er schließlich wieder in die brasilianische Heimat, wo der Lok-Vorstand seinen Defensivmann an Grêmio Porto Alegre auslieh. Dort soll er nach einem Jahr wieder nach Moskau zurückkehren.

### Nationalmannschaft
Anfang des Jahres 2004 wurde Rodolfo von Trainer Ricardo Gomes in den Kader einer brasilianischen U-23-Auswahl für ein Qualifikationsturnier der CONMEBOL berufen. Während des Turniers kam er zu einem Einsatz. In der Begegnung am 18. Januar 2004 gegen Kolumbien wurde Rodolfo dann in der 88. Minute für Dudu Cearense eingewechselt. Die Partie wurde 3:0 gewonnen.

## Titel und Erfolge
Fluminense Rio de Janeiro
- Staatsmeisterschaft von Rio de Janeiro: 2002

Dynamo Kiew
- Ukrainischer Pokal: 2005, 2006
- Ukrainischer Supercup: 2005, 2006

Lokomotive Moskau
- Russischer Pokal: 2007